# Amalie Hohenester
Amalie Hohenester (1827-1878) était une guérisseuse allemande et une femme rusée. Elle a exercé son activité de guérisseuse à partir des années 1850 et a dirigé son propre cabinet, la célèbre station thermale de Mariabrunn, à partir de 1862. Elle connaît le succès et la célébrité, mais fait également l'objet de poursuites judiciaires de la part des autorités pour charlatanisme. Elle est l'une des figures les plus connues de l'histoire de la Bavière,,.